# رود خاچیگ
رود خاچیگ (به لاتین: Khachig River) یک رود در مغولستان است.